# Cueva del Rei Cintolo
La Cueva del Rei Cintolo está situada en la parroquia de Argomoso, en el municipio lucense de Mondoñedo. Destaca por ser la cueva más grande de Galicia, pudiéndose observar en su interior interesantes formaciones de estalactitas y estalagmitas. La cueva está formada por tres pisos de galerías, la inferior con una vía de agua con circulación parcialmente sifonada, que forman un total de casi 6 kilómetros de longitud, lo que la convierte en que sea la cueva con mayor recorrido horizontal que existe en Galicia.
Cabe destacar que esta cueva posee un importante interés histórico, ya que en las excavaciones realizadas en el verano de 2002 dirigidas por la arqueóloga Rosa Villar, se encontraron materiales de la Edad de Hierro, (cerámica y huesos de vaca, cerdo y ciervo) en su entrada.
La caverna guarda numerosas historias y leyendas en su interior, de las cuales algunas se han conservado con el paso de los años y han sido recogidas en textos escritos.
Desde el año 2006, gracias a un programa de visitas organizado por el Concello de Mondoñedo, puede realizarse visitas guiadas, con un precio de 15 euros.